# UFC Fight Night: Barboza vs. Lee
UFC Fight Night: Barboza vs. Lee（ユーエフシー・ファイトナイト：バルボーザ・バーサス・リー、別名UFC Fight Night 128）は、アメリカ合衆国の総合格闘技団体「UFC」の大会の一つ。2018年4月21日、ニュージャージー州アトランティックシティのボードウォーク・ホールで開催された。

## 大会概要
本大会ではエジソン・バルボーザとケビン・リーによるライト級戦が組まれた。

## 試合結果

### アーリープレリム
第1試合 ウェルター級 5分3R
○  トニー・マーティン vs.  中村K太郎 ×
3R終了 判定3-0（30-27、30-27、30-27）

### プレリミナリーカード
第2試合 ライトヘビー級 5分3R
○  コーリー・アンダーソン vs.  パトリック・カミンズ ×
3R終了 判定3-0（30-26、30-26、30-27）
第3試合 ウェルター級 5分3R
○  シアー・バハドゥルザダ vs.  ルアン・シャガス ×
2R 2:40 KO（ボディへの前蹴り→右アッパー）
第4試合 バンタム級 5分3R
○  リッキー・シモン vs.  メラブ・ドバリシビリ ×
3R 5:00 TKO（ギロチンチョーク）
第5試合 ウェルター級 5分3R
○  ライアン・ラフレアー vs.  アレックス・ガルシア ×
3R終了 判定3-0（30-27、30-27、30-27）

### メインカード
第6試合 ライト級 5分3R
○  ダン・フッカー vs.  ジム・ミラー ×
1R 3:00 KO（右膝蹴り）
第7試合 バンタム級 5分3R
○  アルジャメイン・スターリング vs.  ブレット・ジョーンズ  ×
3R終了 判定3-0（30-27、30-27、30-27）
第8試合 ミドル級 5分3R
○  デヴィッド・ブランチ vs.  チアゴ・サントス ×
1R 2:30 KO（右フック→パウンド）
第9試合 ヘビー級 5分3R
○  ジャスティン・ウィリス vs.  チェイス・シャーマン ×
3R終了 判定3-0（29-28、29-28、29-28）
第10試合 フェザー級 5分3R
○  フランク・エドガー vs.  カブ・スワンソン ×
3R終了 判定3-0（30-27、30-27、30-27）
第11試合 71.2kg契約 5分5R
○  ケビン・リー vs.  エジソン・バルボーザ ×
5R 2:18 TKO（ドクターストップ）
※リーの体重超過によりライト級から変更。

### 各賞
ファイト・オブ・ザ・ナイト： リッキー・シモン vs. メラブ・デバリシビリ
パフォーマンス・オブ・ザ・ナイト： デヴィッド・ブランチ、シアー・バハドゥルザダ
各選手にはボーナスとして5万ドルが授与された。

### カード変更
負傷などによるカードの変更は以下の通り。